# NGC 1021
NGC 1021 é uma galáxia espiral (Sbc) localizada na direcção da constelação de Cetus. Possui uma declinação de +02° 13' 02" e uma ascensão recta de 2 horas, 38 minutos e 47,9 segundos.
A galáxia NGC 1021 foi descoberta em 15 de Janeiro de 1865 por Albert Marth.